# Частный детектив, или Операция «Кооперация»
«Ча́стный детекти́в, и́ли Опера́ция „Коопера́ция“» — советская эксцентрическая криминальная комедия режиссёра Леонида Гайдая. Своеобразный детектив с элементами пародии.
Последний фильм, снятый Леонидом Гайдаем в СССР.
Премьера на телевидении состоялась на 1-м канале Останкино 30 апреля 1992 года.
Последняя роль Сергея Филиппова.

## Сюжет
Фильм начинается со сцены попытки угона советского авиалайнера, которую решительными действиями пресекает молодой человек. Им оказывается начинающий предприниматель Дмитрий Пузырёв (Дмитрий Харатьян), который в дальнейшем решает открыть частное сыскное бюро. Получить патент ему помогает владелец кооперативного туалета, которым оказывается друг детства (Роман Мадянов). Майор милиции Кронин (Александр Белявский) крайне не одобряет предприятие главного героя.
Параллельно одна молодая журналистка (Ирина Феофанова) ведёт репортажи под прикрытием в образе то алкоголички, то наркоманки, то, вообще, рокера. Одним из её редакционных поручений становится создание репортажа о новом явлении — первом в городе частном детективе. Дмитрий влюбляется в неё, не зная, что она журналистка, и в мечтах представляет, как направляет её на путь истинный. Первым серьёзным делом Дмитрия Пузырёва становится расследование похищения кооператора (Михаил Светин). Милиция, также расследующая это дело, решает пригласить знаменитых «Знатоков», однако Знаменский, Томин и Кибрит перешли на работу в кооператив, а за работу берётся новый состав.
В финале первый задержанный Дмитрием преступник — глава местной мафии — оказывается его покровителем, а майор Кронин становится швейцаром в «Центральном совете кооператоров».

## В фильме снимались

### В главных ролях
- Дмитрий Харатьян — Дмитрий Георгиевич Пузырёв, частный детектив
- Ирина Феофанова — Лена Пухова, журналистка (озвучивает Надежда Румянцева)
- Спартак Мишулин — Георгий Михайлович Пузырёв, отец Дмитрия
- Роман Мадянов — Виктор Петрович, одноклассник Дмитрия, директор кооперативного туалета «Комфорт»

### В ролях
- Леонид Ярмольник — террорист в самолёте
- Михаил Светин — Павел Иванович Пухов, председатель кооператива «Радость», отец Лены
- Александр Белявский — майор милиции Казимир Афанасьевич Кронин
- Михаил Кокшенов — Амбал, работник туалета «Комфорт», охранник
- Ментай Утепбергенов — Мао, работник туалета «Комфорт», охранник-китаец (в титрах как «Минтай Утепбергенов»)
- Леонид Куравлёв — Семён Семёнович Сухов, редактор газеты, в которой работает Лена
- Нина Гребешкова — Анна Петровна Пухова, мать Лены
- Евгений Жариков — «Профессор», самогонщик
- Фёдор Переверзев — сержант милиции
- Николай Рыбников — кандидат в депутаты
- Николай Парфёнов — Могильный, председатель горисполкома
- Вера Ивлева — Пиратова, сотрудница горисполкома
- Виктор Уральский — Атасович, сотрудник горисполкома
- Виктор Филиппов — Захребетный, сотрудник горисполкома
- Семён Фарада — синьор Кончини, итальянский мафиозо
- Владимир Дружников — пассажир самолёта
- Ольга Худякова[1] — Маша, девочка в самолете
- Наталья Крачковская — бабушка Маши, пассажирка самолёта
- Сергей Филиппов — возмущённый ветеран на приёме у детектива Пузырёва, (роль озвучил другой актёр)
- Алексей Якубов — Шурик
- Елена Кищик — Зиночка
- Екатерина Урманчеева — модница
- Юрий Внуков — председатель кооператива «Искусство  —  народу!»[2]

### Каскадёры
- Сергей Воробьёв
- В. Орешкин
- Александр Иншаков

## Съёмочная группа
- Директор картины: Раймонд Джаназян
- Административная группа: Л. Иванова, М. Черкасова, Е. Палагушина, Л. Рогаткина, Л. Кутовая
- Цветоустановка: Н. Соколовой
- Мастер по свету: Ю. Ульянов
- Художник-фотограф: Ю. Гончаров
- Художник-декоратор: Ф. Билимов
- Ассистенты:
  - режиссёра: Т. Воронова, С. Иванов, Н. Пережогина, А. Лебедь
  - оператора: О. Ихлов, А. Васин
  - звукооператора: И. Лопатина
  - монтажёра: И. Лопатина, Г. Зубова
  - художника: Н. Артемьева
- Музыкальный редактор: Арсений Лаписов
- Редактор: Е. Лебедева
- Комбинировнные съёмки:
  - Оператор: Всеволод Якубович
  - Художник: Ирина Иванова
- Костюмы: И. Беляковой, Т. Беляковской
- Грим: Н. Колодкиной
- Постановщик трюков: Сергей Воробьёв
- Монтаж: Л. Фейгиновой
- Оператор: В. Батузов, В. Хацкелев
- Режиссёр: Марина Волович
- Текст песен: Леонид Дербенёв
- Звукооператор: Раиса Маргачёва
- Композитор: Александр Зацепин
- Художник-постановщик: Наталья Мешкова
- Оператор-постановщик: Игорь Черных
- Режиссёр-постановщик: Леонид Гайдай
- Авторы сценария: Аркадий Инин, Леонид Гайдай, Юрий Волович

## Съёмки и прокат
Съёмки проходили в Одессе с марта по сентябрь 1989 года. Премьера фильма состоялась 23 ноября 1989 года, а выход на широкий экран - 18 января 1990 года. После смерти в 1983 году Сергея Полуянова Гайдай вернулся к сотрудничеству с оператором Игорем Черных, с которым ранее работал над фильмом «Бриллиантовая рука» (1969).
В начальной сцене в чемодане у Дмитрия Пузырёва находится книга поэта Джека Алтаузена, который, как и старший брат режиссёра фильма Леонида Гайдая Александр, в своё время работал в иркутской газете «Восточно-Сибирская правда».
В фильме действует группа милиционеров «Знатоки» с аллюзией на персонажей известного сериала «Следствие ведут ЗнаТоКи» и майора Пронина (майор Кронин). Также в фильме упоминаются комиссар Мегрэ, Шерлок Холмс, комиссар Каттани и Штирлиц.
В самом фильме, в характерной для творчества Леонида Гайдая эксцентричной манере, высмеиваются наиболее злободневные для позднего советского общества темы — кооперация, цеховики, рэкет, коррупция, бюрократизм, неформальные молодёжные движения, наркомания, проституция, самогоноварение, мода на одежду-«варёнку» и так далее.
В отличие от других предыдущих работ Гайдая, музыкальное сопровождение в фильме исполнено не живым оркестром, а на синтезаторах. Точно так же была записана музыка и к последнему фильму режиссёра — «На Дерибасовской хорошая погода, или На Брайтон-Бич опять идут дожди».

## Награды
За роль в фильме Дмитрий Харатьян был признан Лучшим актёром 1990 года по результатам опроса журнала «Советский экран», а Ирина Феофанова — Лучшей актрисой 1990 года.